# Antho brattegardi
Antho brattegardi är en svampdjursart som beskrevs av van Soest och Stone 1986. Antho brattegardi ingår i släktet Antho och familjen Microcionidae. Inga underarter finns listade i Catalogue of Life.